# Snake Island (Massachusetts)
Snake Island (auch Bare Island) ist eine Insel im Boston Harbor. Sie liegt im sog. Inner Harbor 5,33 mi (8,6 km) vom Bostoner Stadtzentrum entfernt auf dem Gebiet des Bundesstaats Massachusetts der Vereinigten Staaten. Snake Island verfügt über eine Fläche von ca. 3 Acres (1,2 ha). Die Insel gehört zu Winthrop und ist Teil der Boston Harbor Islands National Recreation Area.

## Geschichte
Die Insel wurde nach ihrer serpentinenartigen Form benannt, die aus der Luft betrachtet mit der typischen Fortbewegung einer Schlange assoziiert werden kann. Die Insel hatte seit dem Beginn der Kolonisierung im 17. Jahrhundert eine Reihe von Eigentümern und wurde zu unterschiedlichsten Zwecken genutzt, darunter als Viehweide, Naherholungsgebiet für die Einwohner von Winthrop sowie als Standort für Hummerfischer.